# اساسینز کرید (فیلم)
اساسینز کرید (به انگلیسی: Assassin's Creed) یک فیلم اکشن علمی تخیلی و محصول سال ۲۰۱۶ آمریکا است که بر اساس مجموعه بازی‌های ویدئویی به همین نام از شرکت یوبی‌سافت ساخته شده است. این فیلم به کارگردانی جاستین کرزل و نویسندگی مایکل لسلی، بیل کالج و آدام کوپر است و بازیگرانی همچون مایکل فاسبندر، ماریون کوتیار، جرمی آیرونز، مایکل کی. ویلیامز، برندن گلیسون، شارلوت رمپلینگ و آریان لابد در آن ایفای نقش می‌کنند. فیلم‌برداری فیلم از اواخر اوت ۲۰۱۵ در مالت، لندن و اسپانیا انجام شد و سپس توسط فاکس قرن بیستم در تاریخ ۲۱ دسامبر ۲۰۱۶ در ایالات متحده اکران شد.
پس از فیلم مکبث (۲۰۱۵) این دومین فیلمی است که مایکل فاسبندر و ماریون کوتیار در آن همبازی شده‌اند. فیلم با واکنش‌های منفی از سوی منتقدان و تماشاگران همراه بود و با شکست هنری مواجه شد. فرقهٔ حشاشین در وبگاه راتن تومیتوز بر اساس ۱۷۳ نقد امتیاز ۱۷/۱۰۰، با میانگین امتیاز ۳٫۹/۱۰ را دارد، و در وبگاه متاکریتیک نیز بر اساس ۳۸ نقد، نمره ۳۶ از ۱۰۰ را دریافت کرده است. فیلم با بودجه‌ای ۱۲۵ میلیون دلاری ساخته شد و در سراسر جهان به فروشی معادل ۲۴۱ میلیون دلار رسید. قرار بود دنباله‌ای برای این فیلم ساخته شود، اما به دلیل استقبال منفی از فیلم و نتیجه ناامیدکننده در گیشه، پس از خرید فاکس قرن بیست و یکم توسط والت دیزنی در سال ۲۰۱۹، ساخت آن لغو شد.

## داستان
فیلم اساسینز کرید، داستان مردی به نام کالوم لینچ (مایکل فاسبندر) را روایت می‌کند که می‌فهمد جدش آگیلار در قرن ۱۵ و در اسپانیا عضو حشاشین بوده است و با گروهی معروف به تمپلارها می‌جنگیده است. به او گفته می‌شود که تمپلارها در جستجوی سیب عدن هستند که حاوی کد ژنتیکی ارادهٔ آزاد در انسان است و توسط آن قادر به کنترل نسل بشر خواهند شد. برای همین کالوم را به کار می‌گیرند تا با استفاده از حافظهٔ ژنتیکی‌اش به حافظهٔ آگیلار دست یابند که آخرین کسی بوده که سیب عدن را در اختیار داشته تا بفهمند سیب عدن کجاست. کالوم اما در اثر این تجربه، مهارت‌ها و فنون جنگی آگیلار را یادمی‌گیرد و در دوراهی ادامهٔ راهش یا همکاری با دشمنانش قرار می‌گیرد.

## جوایز و نامزدی‌ها
۲۰۱۵ - نامزد جایزه «گلدن تریلر» برای بهترین تیزر اصلی تلویزیون از شرکت یوبیسافت (Ubisoft) و روبات ریپر (Robot Repair)
۲۰۱۷ - نامزد جایزه «گلدن تریلر» برای «پشم گوسفند طلایی» در تیزر تلویزیونی از شرکت‌های فاکس قرن بیستم و روژ پلنیت (Rouge Planet)
۲۰۱۷ - برنده (جایزه مخصوص) جایزه «یوگا» برای جرمی آیرونز بخاطر ایفای بیشترین نقش در سال